# Raión de Nesvizh
Nesvizh (en bielorruso: Нясвіжскі раён) es un raión o distrito de Bielorrusia, en la provincia (óblast) de Minsk. 
Comprende una superficie de 863 km².
El centro administrativo es la ciudad de Nesvizh.

## Demografía
Según estimación 2010 contaba con una población total de 41 618 habitantes.

## Subdivisiones
Comprende la ciudad subdistrital de Niasvizh (la capital), el asentamiento de tipo urbano de Haradzeya y seis consejos rurales:
- Kazlý
- Lan
- Vysókaya Lipa
- Niasvizh (con capital en Zaazerye)
- Séilavichy
- Snou